# Cipamekar
Cipamekar is een bestuurslaag in het regentschap Sumedang van de provincie West-Java, Indonesië. Cipamekar telt 3437 inwoners (volkstelling 2010).